# 726 Joella
Joella (asteróide 726) é um asteróide da cintura principal com um diâmetro de 44,02 quilómetros, a 1,8352949 UA. Possui uma excentricidade de 0,2847221 e um período orbital de 1 501,21 dias (4,11 anos).
Joella tem uma velocidade orbital média de 18,5941883 km/s e uma inclinação de 15,41007º.
Esse asteróide foi descoberto em 22 de Novembro de 1911 por Joel Metcalf.